# Cazzi Opeia
Cazzi Opeia, artistnamn för Moa Anna Maria Carlebecker Forssell, född 10 november 1988 i Eksjö församling i Jönköpings län, är en svensk DJ, artist och låtskrivare.

## Biografi

### Tidiga år
Moa Carlebecker växte upp i Eksjö och Växjö som dotter till Bengt Evert Carlebecker och Anna Forssell Skanåker. Fadern är musiklärare och modern är musiker (batterist). Under uppväxten flyttade hon med modern till Växjö och blev styvdotter till skytten Ragnar Skanåker. Hon är också systerdotter till musikern Tomas Forssell och skådespelaren Johannes Brost, dotterdotter till författaren Sven Forssell och kusin till programledaren Gry Forssell.

### Musikkarriär
Hon deltog i TV4:s Idol 2009 där hon blev utslagen i kvalfinalen. År 2010 debuterade hon med singeln I belong to you, och blev senare uppmärksammad med en cover på Lady Gagas låt "Judas". Hon har turnerat som vokalist i DJ-kollektionen Female DJ Revolution och släppt egen musik under artistnamnet Cazzi Opeia.
Omkring 2016 började hon i större utsträckning att skriva för andra och för koreanska K-pop-grupper.
År 2017 fick hon stort genomslag med låten "Peek-a-Boo", framförd av den koreanska gruppen Red Velvet. Låten skrevs tillsammans med kollegan Ellen Berg i låtskrivarduon Sunshine, samt producentduon Moonshine, bestående av Jonatan Gusmark och Ludvig Evers. Hon har fortsatt att ha stora framgångar som låtskrivare för den koreanska K-pop-scenen i samarbete med förlaget EKKO Music Rights, och har haft tre låtar som har toppat Billboardlistan, bland annat med de sydkoreanska tjejgrupperna Twice och Red Velvet.
Carlebecker tävlade i Melodifestivalen 2022 under artistnamnet Cazzi Opeia med låten "I Can't Get Enough". Genom den tredje deltävlingen kvalificerade hon sig till semifinal (som tidigare hette andra chansen). Cazzi Opeia gick därefter vidare till final där hon slutade på 9:e plats.
År 2022 var hon en av låtskrivarna av "Wonderland" som Alexa vann American Song Contest med. Cazzi Opeia var även en av låtskrivarna av "Tattoo" med Loreen som vann Eurovision Song Contest 2023.
2024 deltog hon i Melodifestivalen som artist med låten "Give My Heart a Break", som slutade på 4:e plats i finalen, dit hon kvalificerades direkt till via den tredje deltävlingen. I samma deltävling gick även Jacqlines "Effortless", som Carlebecker var en av låtskrivarna till, direkt till final, där låten slutade på 9:e plats.

## Utmärkelser
- Musikförläggarnas pris,  november 2021[1]
- Platinagitarren,  2023[2]

[Redigera Wikidata]

## Diskografi

### Singlar
- 2010: "I Belong To You" (Macho Music)
- 2011: "My Heart In 2" (Macho Music)
- 2011: "Oxygen" (Macho Records)
- 2012: "With You" (Macho Records)
- 2014: "Endless Flame" (Smilax Publishing Srl)
- 2015: "Here We Go Again" (Capitol Music Group)
- 2016: "Here She Comes" (Capitol Music Group)
- 2017: "Meat" (från TV-serien Veni Vidi Vici(en))
- 2017: "Batman & Robin" (Superior Recordings/Cosmos Music)
- 2017: "Wild Ones" (Superior Recordings/Cosmos Music)
- 2018: "RICH" (Superior Recordings/Cosmos Music)
- 2022: "I Can't Get Enough" (EKKO Music)
- 2024: "Give My Heart a Break"

### Som låtskrivare
- 2019: "Icy" (Itzy)
- 2020: "Surf" (Itzy)
- 2020: "Be in Love" (Itzy)
- 2021: "Tennis (0:0)" (Itzy)
- 2022: "Wonderland"
- 2023: "Tattoo"
- 2024: "Effortless"
- 2025: "On and On and On"